# Eleição municipal do Rio de Janeiro em 2008

A eleição municipal da cidade brasileira do Rio de Janeiro de 2008 ocorreu no dia 5 de outubro de daquele ano para eleger o prefeito e o vice-prefeito, além de 51 vereadores para a Câmara Municipal da cidade.
A campanha eleitoral contou com a participação de 12 candidatos a prefeito e 1.233 candidatos a vereador. O prefeito em exercício César Maia, do DEM, não pôde buscar uma nova reeleição devido ao limite constitucional de dois mandatos consecutivos.
O primeiro turno foi realizado em 5 de outubro. Como nenhum candidato recebeu a maioria dos votos para ser eleito imediatamente em primeiro turno, os dois primeiros colocados desse, Eduardo Paes, candidato do PMDB, e Fernando Gabeira, candidato pelo PV, avançaram para o segundo turno. Em 26 de outubro, Paes venceu a disputa, tendo sido eleito com 50,83% dos votos válidos (1.696.195 votos).
A chapa vencedora tomou posse na Prefeitura do Rio em 1° de janeiro de 2009 para um mandato de quatro anos.

## Candidatos a prefeito
| Foto | Candidato(a)                                              | Vice                                                         | Partido | Coligação                                                      |
| ---- | --------------------------------------------------------- | ------------------------------------------------------------ | ------- | -------------------------------------------------------------- |
|      | Alessandro Molon (PT) Alessandro Lucciola Molon           | Léa Tiriba (PT) Léa Velocina Vargas Tiriba                   | PT      | —                                                              |
|      | Antonio Carlos Silva                                      | Jorge Eduardo (PCO) Jorge Eduardo Borges da Rocha            | PCO     | —                                                              |
|      | Eduardo Paes (PMDB) Eduardo da Costa Paes                 | Alberto Muniz (PMDB) Carlos Alberto Vieira Muniz             | PMDB    | "Unidos pelo Rio" (PMDB, PP, PTB e PSL)                        |
|      | Eduardo Serra (PCB) Eduardo Gonçalves Serra               | Alice Medina (PCB) Alice Medina de Sena Torres               | PCB     | —                                                              |
|      | Fernando Gabeira (PV) Fernando Paulo Nagle Gabeira        | Luiz Paulo (PSDB) Luiz Paulo Correa da Rocha                 | PV      | "Frente Carioca" (PV, PSDB e PPS)                              |
|      | Filipe Pereira (PSC) Filipe de Almeida Pereira            | Rogério Vargas (PSC) Luiz Rogério Ógnibeni Vargas            | PSC     | "Rio Esperança" (PSC e PRP)                                    |
|      | Chico Alencar (PSOL) Francisco Rodrigues de Alencar Filho | Vera Nepomuceno (PSTU) Vera Lúcia da Costa Nepomuceno        | PSOL    | "Frente Rio Socialista" (PSOL e PSTU)                          |
|      | Jandira Feghali (PCdoB)                                   | Ricardo Maranhão (PSB) Ricardo Moura de Albuquerque Maranhão | PCdoB   | "Mudança pra Valer" (PCdoB, PSB, PTN e PHS)                    |
|      | Marcelo Crivella (PRB) Marcelo Bezerra Crivella           | Jimmy Pereira (PRTB) Jimmy Sandro Pereira de Souza           | PRB     | "Vamos arrumar o Rio" (PRB, PRTB, PR e PSDC)                   |
|      | Paulo Ramos (PDT) Paulo Sérgio Ramos Barboza              | Capitão do Tri (PDT) Carlos Alberto Torres                   | PDT     | —                                                              |
|      | Solange Amaral (DEM)                                      | Pedro Fernandes (DEM) Pedro Henrique Fernandes da Silva      | DEM     | "Experiência e Sensibilidade pra Mudar o Rio" (DEM, PTC e PMN) |
|      | Vinícius Cordeiro (PTdoB)                                 | Robson André (PTdoB) Robson Paschoal Alves André             | PTdoB   | —                                                              |

## Fatos

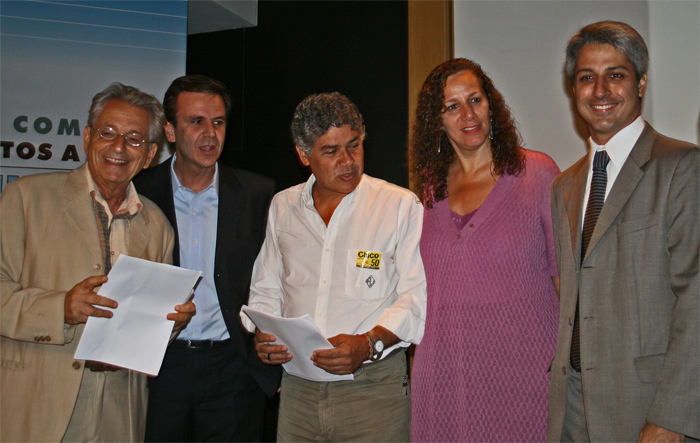
Gabeira, Edurado Paes, Chico Alencar, Jandira Feghali e Alessandro Molon

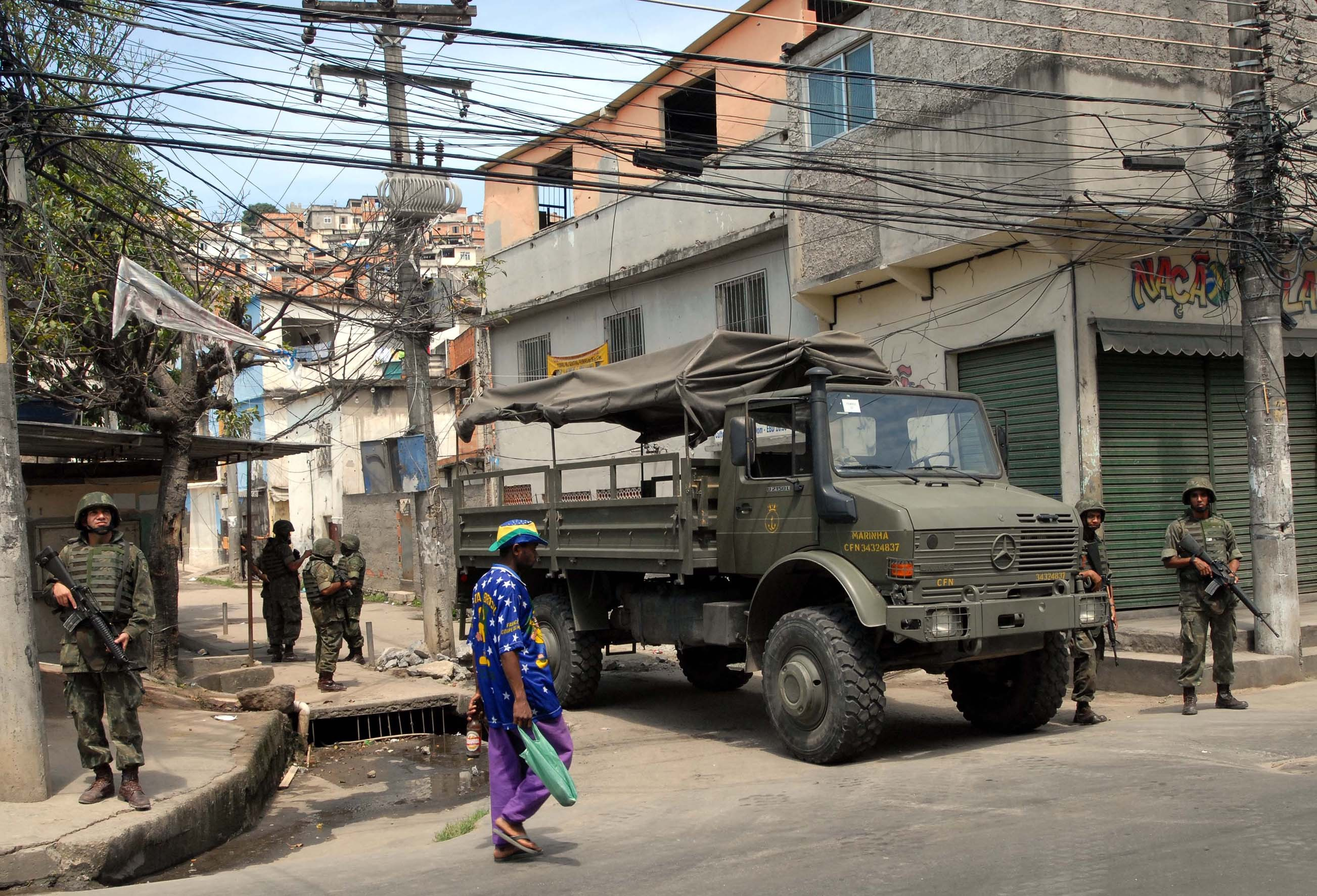
As Forças Armadas ocupam o Complexo do Alemão, no Rio de Janeiro, para garantir a segurança durante as eleições municipais.

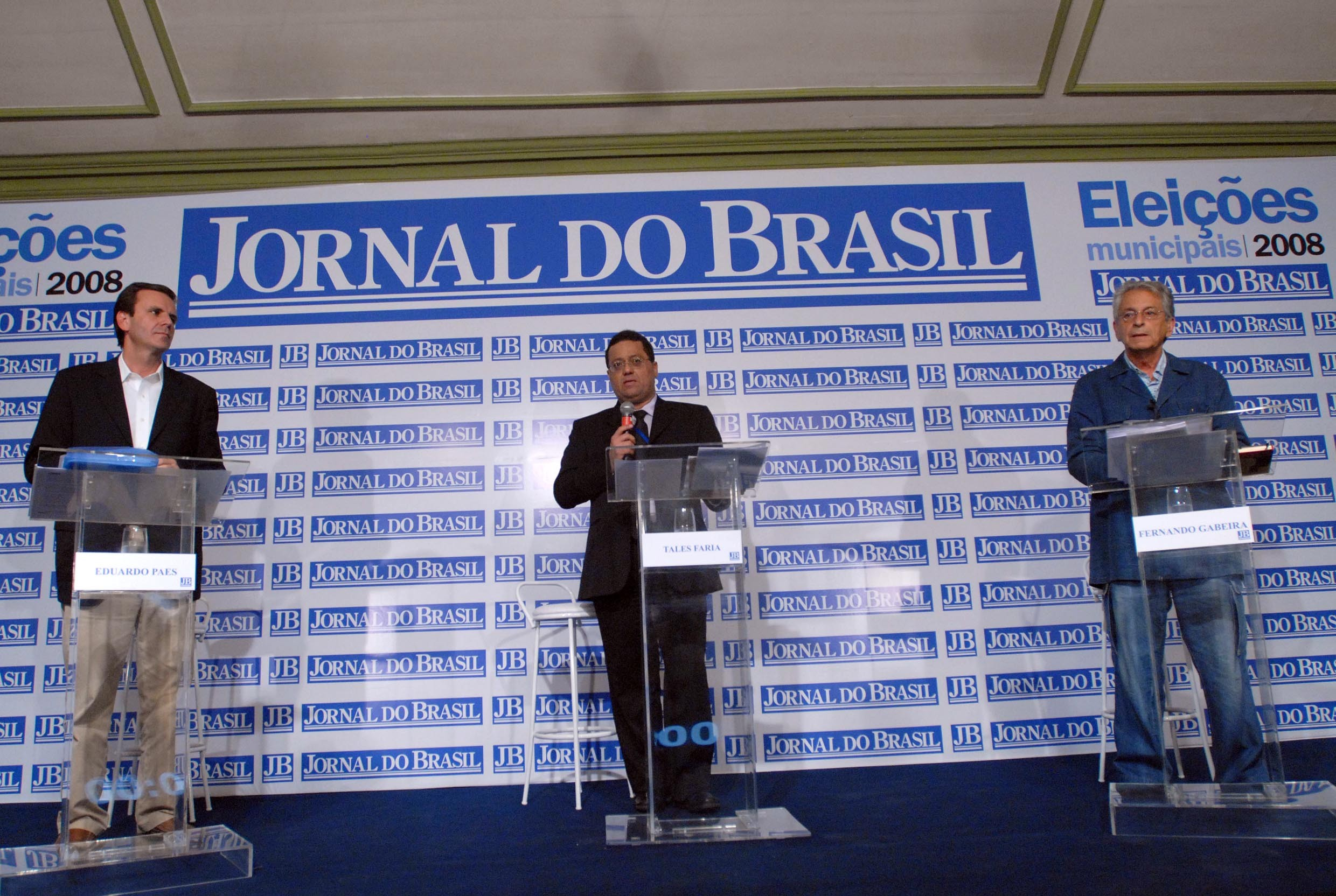
Eduardo Paes e Fernando Gabeira em um debate no Jornal do Brasil.

- O apresentador de televisão e deputado estadual Wagner Montes pensou em se candidatar a prefeito, chegou a liderar algumas pesquisas no período pré-eleitoral, porém, desistiu de se candidatar.[2] Outro que se candidataria era o coronel do Corpo de Bombeiros, Marcos Antônio Silva, pelo PR.O partido, no entanto preferiu dar apoio a Marcelo Crivella[3]
- O então secretário do governador Sérgio Cabral, Eduardo Paes, trocou o PSDB pelo PMDB em outubro de 2007, a poucos dias da data limite para trocas de partido, visando já concorrer à prefeitura no ano seguinte. Meses depois, uma articulação entre César Maia e Anthony Garotinho quase excluiu Eduardo Paes, pois o acordo faria com que o DEM de César apoiasse o PMDB de Garotinho no interior, em troca do apoio dos peemedebistas a Solange Amaral do DEM na capital. Como reação, a ala peemedebista liderada por Sérgio Cabral declarou apoio ao deputado estadual Alessandro Molon, então o menos conhecido dos quatro pré-candidatos a prefeito do PT. Molon venceu as prévias petistas, mas perdeu o apoio do PMDB quando no último dia para que secretários se desincompatibilizassem de seus cargos para concorrer à eleição, Eduardo Paes foi exonerado e um acordo interno em seu partido garantiu sua candidatura. Com o terceiro maior tempo de TV, mas com uma propaganda que procurava exaltar mais o partido do que seu próprio nome, Molon começou em sétimo lugar nas pesquisas, e terminou a eleição em quinto lugar, ultrapassando Chico Alencar e Solange Amaral.
- A eleição do Rio ficou conhecida pela ocupação das Forças Armadas Brasileiras em comunidades carentes pela suspeita de formação de "currais eleitorais", coação de eleitores e propaganda eleitoral irregular.[4]
- Para que não houvesse a coação de eleitores na votação, o Tribunal Regional Eleitoral do Rio de Janeiro proibiu a entrada de celulares, máquinas fotográficas e qualquer outro tipo de aparelho de captura de vídeo.[5]
- Houve a uma disputa pela preferência do presidente Luiz Inácio Lula da Silva entre Marcelo Crivella, Jandira Feghali e Alessandro Molon.[6] Porém, Lula, não decretou apoio oficial a nenhum dos três. O candidato do PMDB, Eduardo Paes, foi apoiado pelo governador, Sérgio Cabral, também do PMDB.
- A eleição carioca, mantendo uma tradição do eleitorado fluminense, registrou uma incrível reação do candidato do PV, Fernando Gabeira. No início da campanha, pesquisas de opinião pública indicavam que Gabeira tinha entre 7 e 8 pontos percentuais, bem atrás de seus principais concorrentes. Porém, o pevista chegou aos 18 pontos percentuais às vésperas do pleito, numa arrancada impressionante. Gabeira superou, nas urnas, o republicano Marcelo Crivella, considerado o favorito para disputar o segundo turno contra o peemedebista Eduardo Paes. Gabeira conquistou 839.994 votos, ou 25,61% dos votos válidos e disputa o segundo turno com Paes.
- A participação de jovens nas eleição carioca é a menor desde 1992.[7]
- No primeiro turno, não houve debate no rádio nem na televisão,[8] uma vez que a lei eleitoral em vigor dizia que todos os candidatos de partidos com representação no Congresso Nacional deveriam ser convidados aos debates, ou aceitarem a contrapartida oferecida pela emissora. Paulo Ramos, do PDT, sexto colocado nas pesquisas, não aceitou. No segundo turno, o jornal O Globo promoveu um debate entre os candidatos Fernando Gabeira e Eduardo Paes no dia 9 de outubro. A Band Rio fez debate no dia 12 de outubro. A Folha de S.Paulo realizou debate no dia 15 de outubro.[9] O Jornal do Brasil,[10] o jornal O Dia, a TV Record, a rádio CBN e a TV Globo[11] farão ou fizeram debates.
- Mesmo estando presa, a candidata Carmen Glória Guinâncio Guimarães, conhecida como Carminha Jerominho (PT do B) conseguiu se eleger vereadora com 23.157 votos. Carminha é filha do político Jerônimo Guimarães Filho, o Jerominho, que é acusado de chefiar mílícias no Rio de Janeiro.[12] Após a eleição, Carminha teve a sua prisão revogada.
- A candidata a vereadora Ingrid Gerolimich, do PT, que recebeu apoio do ex-comandante do BOPE, Rodrigo Pimentel, pediu reforço à polícia para protestar contra os currais eleitorais na Rocinha, onde foi encontrada uma ata do tráfico proibindo campanhas para outros candidatos que não o presidente da associação de moradores, Claudinho das Academias, do PSDC.[13]
- O segundo turno no Rio de Janeiro começou com um desentendimento entre Fernando Gabeira e a vereadora Lúcia Helena de Amaral Pinto, a Lucinha. Gabeira falava pelo telefone com o verador Stepan Nercessian sobre a construção de um depósito público no bairro de Paciência. Gabeira tinha dito que Lucinha tinha uma "visão suburbana" do assunto e a camou de "analfabeta política"[14] Lucinha é contra a construção desse depósito público. Após esse desentendimento, Gabeira pediu desculpas à vereadora.[15]
- Alguns candidatos derrotados no primeiro turno manifestaram apoio a Eduardo Paes como Marcelo Crivella (PRB) e Jandira Feghali[16] (PC do B). Gabeira, teve o apoio do prefeito César Maia, do prefeito eleito de Niterói, Jorge Roberto Silveira e da ex-ministra do meio-ambiente Marina Silva. O PT declarou apoio a Eduardo Paes, mas Alessandro Molon não compareceu aos eventos de campanha.[17] Após a eleição, declarou voto em Gabeira.[18]
- Na campanha do segundo turno houve um festival de panfletos apócrifos com acusações sobre os candidatos, principalmente contra Fernando Gabeira.[19]
- Eduardo Paes, que em 2005, quando era deputado federal pelo PSDB, chamara o presidente Lula de "chefe de quadrilha", após aparecer nas pesquisas do segundo turno atrás de Gabeira, chegou a escrever carta pedindo desculpas a Lula, para conseguir seu apoio. Este fato foi muito criticado pela mídia e ironizado por Gabeira durante um dos debates televisivos.

## Horário Eleitoral Gratuito
As inserções televisivas são exibidas apenas pela TV Globo Rio de Janeiro e NGT. Eduardo Paes teve o maior tempo de exposição de propaganda eleitoral. No rádio, foram exibidas nas emissoras com outorga na cidade do Rio de Janeiro.

### Tempo de exposição
| Candidato(a)                | Tempo           |
| --------------------------- | --------------- |
| Eduardo Paes (PMDB)         | 6 min e 48 seg  |
| Fernando Gabeira (PV)       | 4 min e 46 seg  |
| Alessandro Molon (PT)       | 4 min e 4 seg   |
| Solange Amaral (DEM)        | 3 min e 36 seg  |
| Jandira Feghali (PC do B)   | 2 min e 28 seg  |
| Marcelo Crivella (PRB)      | 1 min e 51 seg. |
| Paulo Ramos (PDT)           | 1 min e 46 seg  |
| Filipe Pereira (PSC)        | 1 min e 11 seg  |
| Chico Alencar (PSOL)        | 54 seg          |
| Vinicius Cordeiro (PT do B) | 52 seg          |
| Eduardo Serra (PCB)         | 50 seg          |
| Antônio Carlos (PCO)        | 50 seg          |

## Resultados

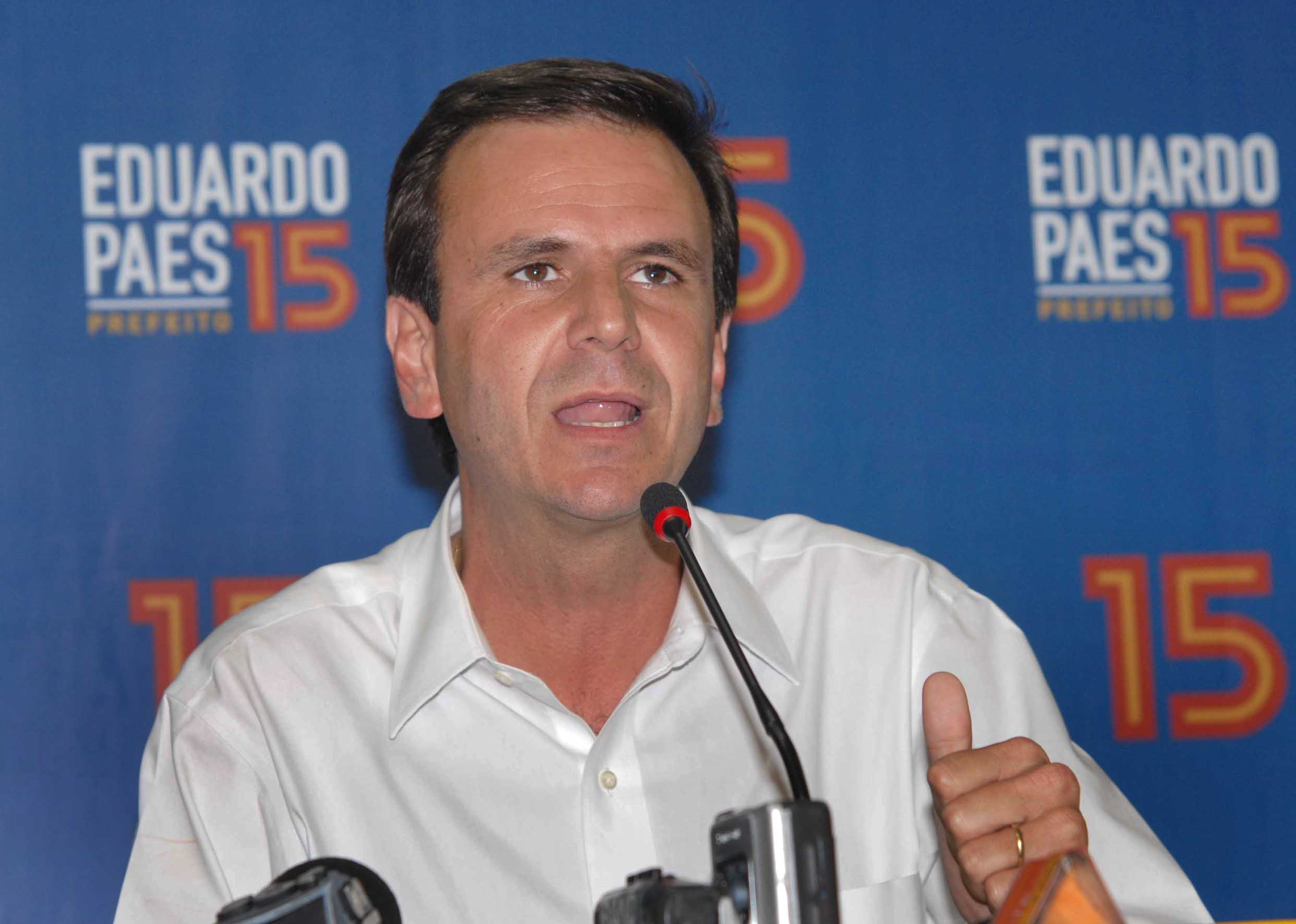
Eduardo Paes em uma entrevista coletiva no final do primeiro turno

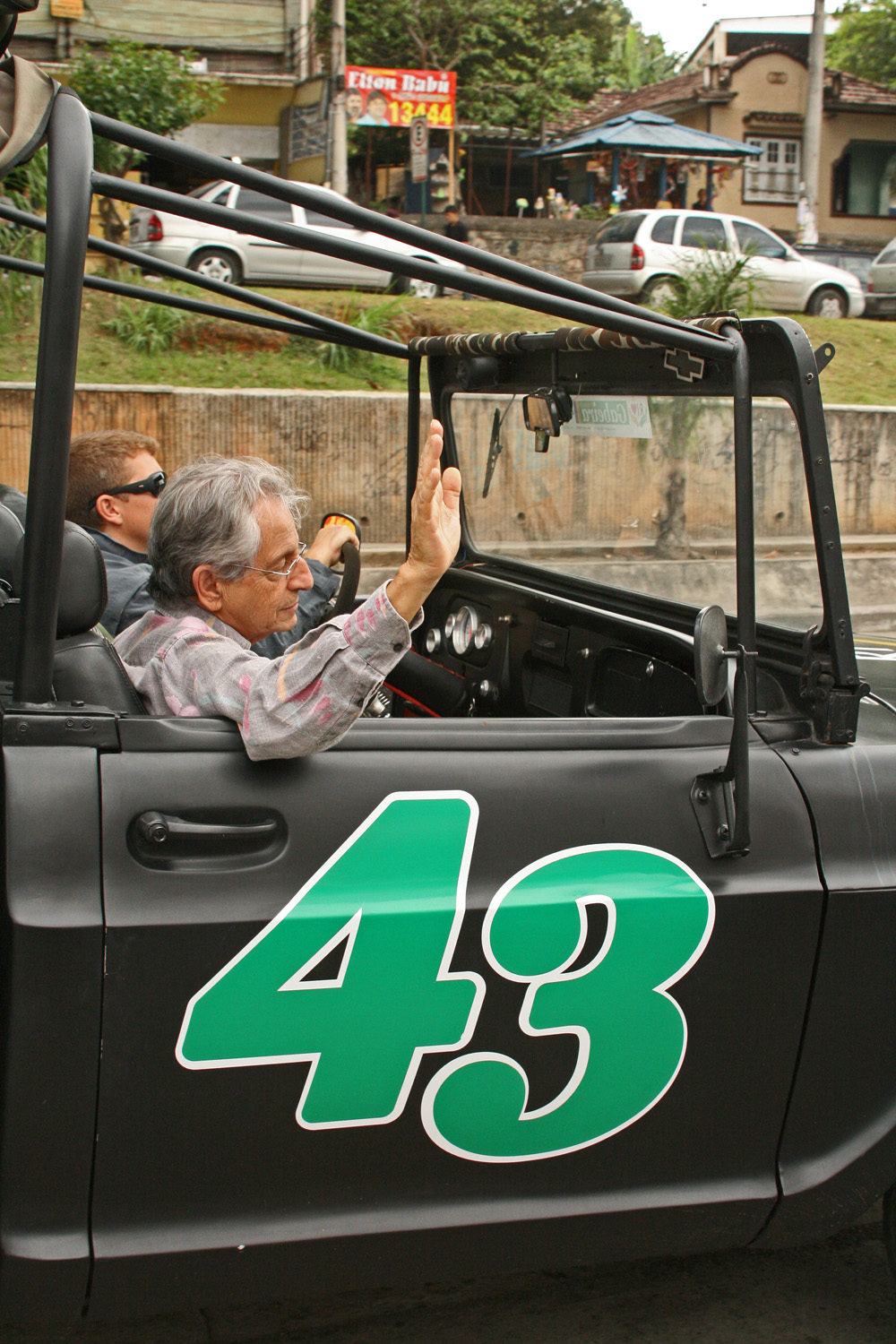
Fernando Gabeira em campanha no final do primeiro turno

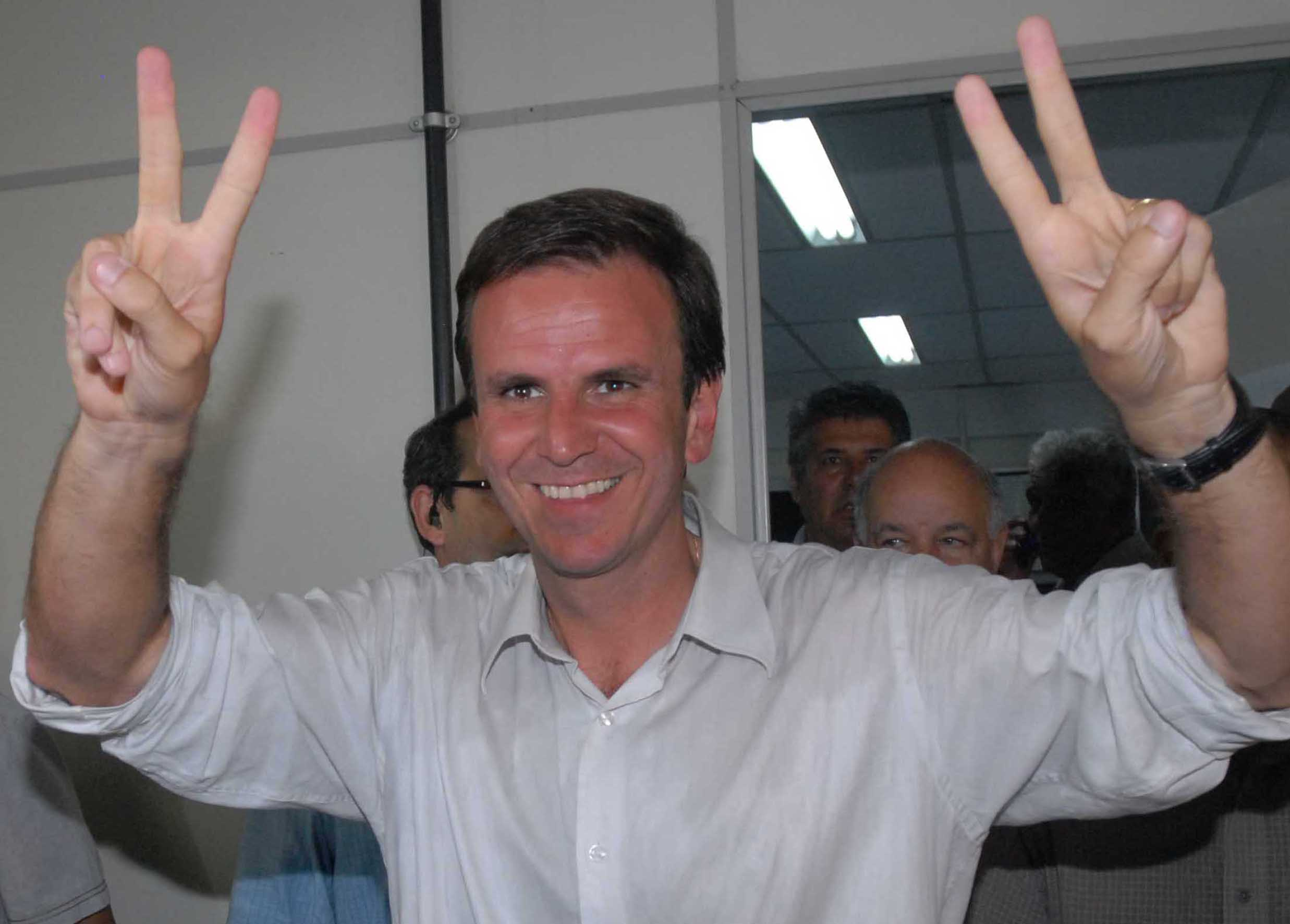
Após a vitória na prefeitura da cidade do Rio de Janeiro, Eduardo Paes acena para jornalistas

| Candidato(a)               | Vice                    | 1º Turno 5 de outubro de 2008 | 1º Turno 5 de outubro de 2008 | 2º Turno 26 de outubro de 2008 | 2º Turno 26 de outubro de 2008 |
| Candidato(a)               | Vice                    | Votação                       | Votação                       | Votação                        | Votação                        |
| Candidato(a)               | Vice                    | Total                         | Porcentagem                   | Total                          | Porcentagem                    |
| -------------------------- | ----------------------- | ----------------------------- | ----------------------------- | ------------------------------ | ------------------------------ |
| Eduardo Paes (PMDB)        | Alberto Muniz (PMDB)    | 1.049.019                     | 31,98%                        | 1.696.195                      | 50,83%                         |
| Fernando Gabeira (PV)      | Luiz Paulo (PSDB)       | 839.994                       | 25,61%                        | 1.640.970                      | 49,17%                         |
| Marcelo Crivella (PRB)     | Jimmy Pereira (PRTB)    | 625.237                       | 19,06%                        | Não participaram               | Não participaram               |
| Jandira Feghali (PCdoB)    | Ricardo Maranhão (PSB)  | 321.012                       | 9,79%                         | Não participaram               | Não participaram               |
| Alessandro Molon (PT)      | Léa Tiriba (PT)         | 162.926                       | 4,97%                         | Não participaram               | Não participaram               |
| Solange Amaral (DEM)       | Pedro Fernandes (DEM)   | 128.596                       | 3,92%                         | Não participaram               | Não participaram               |
| Chico Alencar (PSOL)       | Vera Nepomuceno (PSTU)  | 59.362                        | 1,81%                         | Não participaram               | Não participaram               |
| Paulo Ramos (PDT)          | Carlos A.Torres (PDT)   | 59.147                        | 1,80%                         | Não participaram               | Não participaram               |
| Filipe Pereira (PSC)       | Rogério Vargas (PSC)    | 17.577                        | 0,54%                         | Não participaram               | Não participaram               |
| Vinícius Cordeiro (PTdoB)  | Robson André (PTdoB)    | 13.353                        | 0,41%                         | Não participaram               | Não participaram               |
| Eduardo Serra (PCB)        | Alice Medina (PCB)      | 2.663                         | 0,08%                         | Não participaram               | Não participaram               |
| Antônio Carlos Silva (PCO) | Jorge Eduardo (PCO)     | 961                           | 0,03%                         | Não participaram               | Não participaram               |
| Total de votos válidos     | Total de votos válidos  | 3.279.847                     | 100,00%                       | 3.337.165                      | 100,00%                        |
| Votos apurados             |                         |                               |                               |                                |                                |
| Votos válidos              | Votos válidos           | 3.279.847                     | 87,25%                        | 3.337.165                      | 91,38%                         |
| Votos em branco            | Votos em branco         | 198.152                       | 5,27%                         | 92.154                         | 2,52%                          |
| Votos nulos                | Votos nulos             | 281.130                       | 7,48%                         | 222.796                        | 6,10%                          |
| Total de votos apurados    | Total de votos apurados | 3.759.129                     | 100,00%                       | 3.652.115                      | 100,00%                        |
| Eleitores                  |                         |                               |                               |                                |                                |
| Comparecimento             | Comparecimento          | 3.759.129                     | 82,09%                        | 3.652.115                      | 79,75%                         |
| Abstenções                 | Abstenções              | 820.236                       | 17,91%                        | 927.250                        | 20,25%                         |
| Total de eleitores         | Total de eleitores      | 4.579.365                     | 100,00%                       | 4.579.365                      | 100,00%                        |
| Total de seções: 10.702    |                         |                               |                               |                                |                                |
| Fonte: Justiça Eleitoral   |                         |                               |                               |                                |                                |

### Vereador

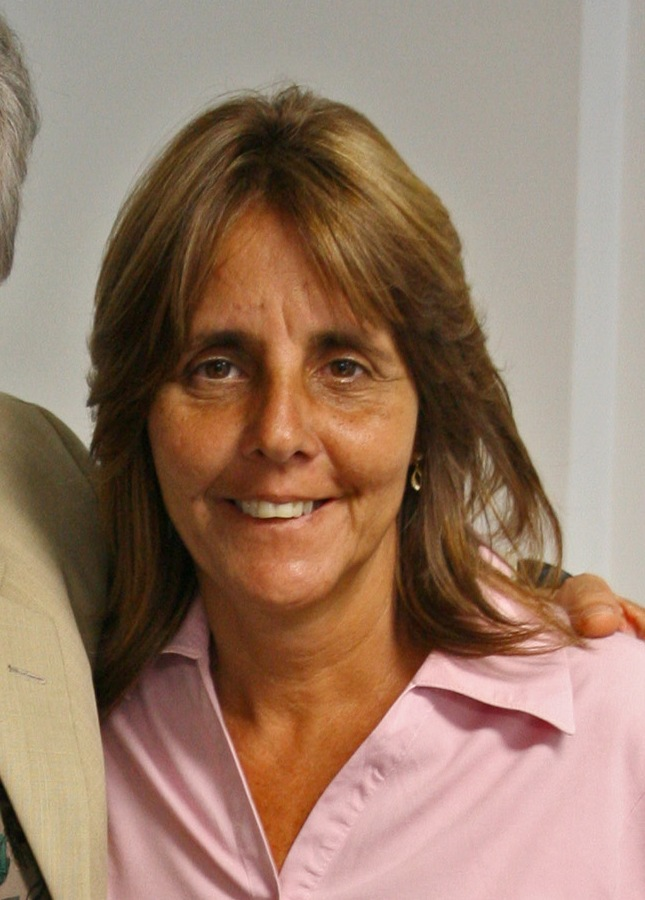
Lucinha foi a veradora mais votada do Rio de Janeiro

Nota: Abaixo está a lista dos vereadores eleitos no processo eleitoral de 2008, note-se que mesmo se houver renúncias, licenças ou cassações essa lista não será alterada.
|                                                                |        |  |  |  |  |
| PSDB                                                           |        |  |  |  |  |
| Lúcia Helena de Amaral Pinto (Lucinha)                         | 68.799 |  |  |  |  |
| Teresa Bergher                                                 | 31.375 |  |  |  |  |
| Luiz Antônio Guaraná                                           | 23.476 |  |  |  |  |
| Patrícia Amorim                                                | 21.140 |  |  |  |  |
| DEM                                                            |        |  |  |  |  |
| Rosa Fernandes                                                 | 64.259 |  |  |  |  |
| Eider Dantas                                                   | 27.718 |  |  |  |  |
| Aloísio Freitas                                                | 26.545 |  |  |  |  |
| Carlos Alberto Lavrado Cupello (Tio Carlos)                    | 25.382 |  |  |  |  |
| Aloísio Freitas                                                | 26.545 |  |  |  |  |
| Carlo Caiado                                                   | 19.042 |  |  |  |  |
| Jorge João Silva (Jorginho da SOS)                             | 18.557 |  |  |  |  |
| João Cabral                                                    | 17.790 |  |  |  |  |
| Alexandre Cerruti                                              | 17.142 |  |  |  |  |
| PPS                                                            |        |  |  |  |  |
| Stepan Nercessian                                              | 50.532 |  |  |  |  |
| Paulo Pinheiro                                                 | 20.936 |  |  |  |  |
| PV                                                             |        |  |  |  |  |
| Alfredo Sirkis                                                 | 47.729 |  |  |  |  |
| Aspásia Camargo                                                | 31.880 |  |  |  |  |
| Paulo Messina                                                  | 5.201  |  |  |  |  |
| PMDB                                                           |        |  |  |  |  |
| Clarissa Barros Assed Matheus de Oliveira (Clarissa Garotinho) | 42.062 |  |  |  |  |
| Chiquinho Brazão                                               | 37.845 |  |  |  |  |
| Sebastião Lopes Ferraz (S. Ferraz)                             | 34.546 |  |  |  |  |
| Jorge Felippe                                                  | 24.480 |  |  |  |  |
| Washington Vicente Nascimento (Professor Uoston)               | 14.282 |  |  |  |  |
| PT do B                                                        |        |  |  |  |  |
| Jorge Pereira                                                  | 33.280 |  |  |  |  |
| Jorge Braz                                                     | 23.157 |  |  |  |  |
| Carmen Gloria Guinancio Guimarães (Carminha Jerominho)         | 23.157 |  |  |  |  |
| PP-PSL                                                         |        |  |  |  |  |
| Carlos Bolsonaro - PP                                          | 28.209 |  |  |  |  |
| Vera Lins - PP                                                 | 23.528 |  |  |  |  |
| Ivanir de Mello - PP                                           | 6.413  |  |  |  |  |
| PSB - PC do B                                                  |        |  |  |  |  |
| Carlos Eduardo de Mattos (Dr Carlos Eduardo) - PSB             | 27.297 |  |  |  |  |
| Roberto Monteiro - PC do B                                     | 14.061 |  |  |  |  |
| Rubens Andrade - PSB                                           | 11.989 |  |  |  |  |
| PRP-PSC                                                        |        |  |  |  |  |
| Márcio Pacheco - PSC                                           | 26.932 |  |  |  |  |
| Jairo Souza Santos Junior (Dr. Jairinho) - PSC                 | 23.880 |  |  |  |  |
| PRTB - PRB                                                     |        |  |  |  |  |
| João Mendes de Jesus - PRB                                     | 20.005 |  |  |  |  |
| Tânia Bastos - PRB                                             | 15.742 |  |  |  |  |
| Carlos Alberto Saes Bencardino - PRTB                          | 5.361  |  |  |  |  |
| PDT                                                            |        |  |  |  |  |
| Nereide Pedregal                                               | 19.562 |  |  |  |  |
| Dr. Jorge Manaia                                               | 14.040 |  |  |  |  |
| Leonel Brizola Neto                                            | 12.988 |  |  |  |  |
| PTC-PMN                                                        |        |  |  |  |  |
| Renato Moura - PTC                                             | 18.012 |  |  |  |  |
| Cristiano Girão Matias - PMN                                   | 10.445 |  |  |  |  |
| PR                                                             |        |  |  |  |  |
| Fernando Moraes                                                | 19.762 |  |  |  |  |
| Liliam Sá                                                      | 15.742 |  |  |  |  |
| PSOL-PSTU                                                      |        |  |  |  |  |
| Eliomar Coelho - PSOL                                          | 15.703 |  |  |  |  |
| PTB                                                            |        |  |  |  |  |
| Cristiane Brasil                                               | 14.583 |  |  |  |  |
| PSDC                                                           |        |  |  |  |  |
| Luiz Cláudio de Oliveira (Claudinho da Academia)               | 11.513 |  |  |  |  |
| PT                                                             |        |  |  |  |  |
| Adilson Pires                                                  | 11.555 |  |  |  |  |
| Elton Jorge Hauat (Elton Babu)                                 | 11.279 |  |  |  |  |
| Reimont Luiz Otoni Santa Barbara                               | 10.723 |  |  |  |  |
| PTN-PHS                                                        |        |  |  |  |  |
| Marcelo Henriques Baptista (Marcelo Piuí) - PHS                | 3.200  |  |  |  |  |
| Fonte: Justiça Eleitoral                                       |        |  |  |  |  |